# 拉尔斯·斯文松
拉尔斯·斯文松（瑞典語：Lars Svensson，1926年6月30日—1999年6月25日），瑞典男子冰球运动员。他曾代表瑞典参加1952年和1956年冬季奥林匹克运动会冰球比赛，其中1952年冬季奥运会获得一枚铜牌。